# Lamprolabus bihastatus
Lamprolabus bihastatus là một loài bọ cánh cứng trong họ Attelabidae. Loài này được Frivaldsky miêu tả khoa học năm 1892.